# حمد إبراهيم
حمد إبراهيم (مواليد 18 يناير 1994) هو لاعب كرة قدم إماراتي يجيد اللعب في الوسط.

## دمج نادي الشارقة
كان يلعب مع نادي الشارقة و في عام 2017 صدر قرار بدمج نادي الشارقة مع نادي الشعب تحت مسمى نادي الشارقة تم ضمه إلى نادي الشارقة الجديد .
و أعاره نادي الشارقة إلى نادي دبا الفجيرة مطلع عام 2019 و إلى نادي الحمرية في صيف 2019 و إلى نادي حتا في صيف 2020 لمدة موسمين و لعب بعدها مع نادي الرمس.

## روابط خارجية
- حمد إبراهيم على موقع قاعدة بيانات كرة القدم.إي يو (الإنجليزية)
- حمد إبراهيم على موقع قاعدة بيانات كرة القدم.إي يو (الإنجليزية)
- حمد إبراهيم على موقع Soccerway.com (الإنجليزية)
- حمد إبراهيم على موقع كووورة